# Kazimierz Perechuda
Kazimierz Perechuda – polski ekonomista, dr hab. nauk ekonomicznych, profesor zwyczajny Instytutu Informatyki Ekonomicznej Wydziału Zarządzania, Informatyki i Finansów Uniwersytetu Ekonomicznego we Wrocławiu.

## Życiorys
Obronił pracę doktorską, w 1990 habilitował się na podstawie dorobku naukowego i pracy zatytułowanej Teorie organizacji średniego zasięgu w niemieckim obszarze językowym /RFN, Austria, Szwajcaria/. 26 stycznia 1999 nadano mu tytuł profesora nauk ekonomicznych. Został zatrudniony na stanowisku profesora nadzwyczajnego w Katedrze Komunikacji i Zarządzania w Sporcie na Wydziale Nauk o Sporcie Akademii Wychowania Fizycznego we Wrocławiu.
Piastował funkcję kierownika Katedry Zarządzania Wiedzą i Informacją na Wydziale Zarządzania, Administracji i Informatyki oraz rektora w Wałbrzyskiej Wyższej Szkole Zarządzania i Przedsiębiorczości.
Był członkiem Komitetu Nauk Organizacji i Zarządzania I Wydziału Nauk Humanistycznych i Społecznych Polskiej Akademii Nauk.

## Publikacje
- 2005: Analiza strumieni zasileń w informację i wiedzę w podmiotach gospodarki turystycznej (badania pilotażowe), w: Przedsiębiorczość w gospodarce turystycznej opartej na wiedzy[1]
- 2005: Asymetryczna koncentracja technologii w strukturach sieciowych[1]
- 2009: Menedżerskie instrumenty kształtowania inteligencji emocjonalnej aktorów organizacyjnych (trening kierowniczy, teatr działań, coaching)[1]
- 2009: Chosen methods of building friendly business relations in the interpersonal contacts with customers[1]
- 2014: "Value co-creation" w gospodarstwach agroturystycznych[1]